# Euidella alpina
Euidella alpina är en insektsart som först beskrevs av Wagner 1948.  Euidella alpina ingår i släktet Euidella och familjen sporrstritar. Inga underarter finns listade i Catalogue of Life.